# Maneti georgiano
El maneti o manat (en georgiano: მანეთი) fue la moneda de curso legal de la antigua República Democrática de Georgia y más tarde de la República Socialista Soviética de Georgia entre 1919 y 1923. Sustituyó al rublo transcaucásico a la par y se dividió en 100 kapeiki (en georgiano: კაპეიკი). Cuando Georgia pasó a formar parte de la República Socialista Federativa Soviética de Transcaucasia fue sustituido de nuevo por el segundo rublo transcaucásico.
El Tesoro de la República Democrática de Georgia emitió solamente papel moneda en denominaciones que iban desde los 50 kapeiki hasta los 5.000 maneti. Exceptuando el billete de 50 kapeiki, todas los demás billetes tienen la denominación escrita en francés (roubles) y en ruso (рублей). En 1922 la RSS de Georgia emitió billetes que iban desde los 5.000 a los 5 millones de maneti.

## Billetes
| Denominación | Color predominante | Imagen del anverso | Imagen del reverso |
| ------------ | ------------------ | ------------------ | ------------------ |
| 50 Kapeiki   | Azul/Amarillo      |                    |                    |
| 1 Maneti     | Rojo               |                    |                    |
| 3 Maneti     | Verde              |                    |                    |
| 5 Maneti     | Marrón             |                    |                    |
| 10 Maneti    | Rojo               |                    |                    |
| 50 Maneti    | Marrón/Negro       |                    |                    |
| 100 Maneti   | Verde              |                    |                    |
| 500 Maneti   | Rojo/Marrón        |                    |                    |
| 500 Maneti   | Verde/Marrón       |                    |                    |
| 1.000 Maneti | Rojo/Marrón        |                    |                    |
| 1.000 Maneti | Rojo/Marrón        |                    |                    |
| 5.000 Maneti | Azul/Marrón        |                    |                    |